# Loepacris obscuripes
Loepacris obscuripes är en insektsart som beskrevs av Marius Descamps och Christiane Amédégnato 1973. Loepacris obscuripes ingår i släktet Loepacris och familjen gräshoppor. Inga underarter finns listade i Catalogue of Life.